# Savatheda Fynes
Savatheda Fynes (ur. 17 października 1974 na wyspie Wielkie Abaco w archipelagu Bahamów) – bahamska lekkoatletka specjalizująca się w biegach sprinterskich, dwukrotna medalistka letnich igrzysk olimpijskich, dwukrotna medalistka mistrzostw świata.

## Sukcesy sportowe
- trzykrotna mistrzyni NCAA w biegach na 100 m (1997) oraz 200 m (1995, 1997)[2]
- trzykrotna medalistka igrzysk panamerykańskich juniorów w biegach na 100 m (1991 – III m., 1993 – II m.) oraz 200 m (1993 – II m.)

| Rok  | Miasto     | Zawody                     | Konkurencja                      | Wynik                  |
| ---- | ---------- | -------------------------- | -------------------------------- | ---------------------- |
| 1996 | Atlanta    | olimpiada                  | sztafeta 4 x 100 m               | srebrny medal          |
| 1997 | Ateny      | mistrzostwa świata         | bieg na 100 m                    | brązowy medal          |
| 1998 | Moskwa     | finał Grand Prix IAAF      | bieg na 100 m                    | 2. miejsce             |
| 1999 | Sewilla    | mistrzostwa świata         | sztafeta 4 x 100 m               | złoty medal            |
| 1999 | Maebashi   | halowe mistrzostwa świata  | bieg na 60 m                     | 4. miejsce             |
| 1999 | Monachium  | finał Grand Prix IAAF      | bieg na 200 m                    | 1. miejsce             |
| 2000 | Sydney     | olimpiada                  | sztafeta 4 x 100 m bieg na 100 m | złoty medal 6. miejsce |
| 2000 | Doha       | finał Grand Prix IAAF      | bieg na 100 m                    | 2. miejsce             |
| 2001 | Lizbona    | halowe mistrzostwa świata  | bieg na 60 m                     | 4. miejsce             |
| 2002 | Manchester | igrzyska Wspólnoty Narodów | bieg na 100m                     | brązowy medal          |

## Rekordy życiowe
- bieg na 100 m – 10,91 – Lozanna 02/07/1999
- bieg na 200 m – 22,32 – Nicea 17/07/1999
- bieg na 50 m (hala) – 6,05 – Liévin 13/02/2000 (5. wynik w historii)
- bieg na 60 m (hala) – 7,01 – Maebashi 07/03/1999
- bieg na 200 m (hala) – 23,24 – Indianapolis 07/03/1997